# Torno (Lombardei)

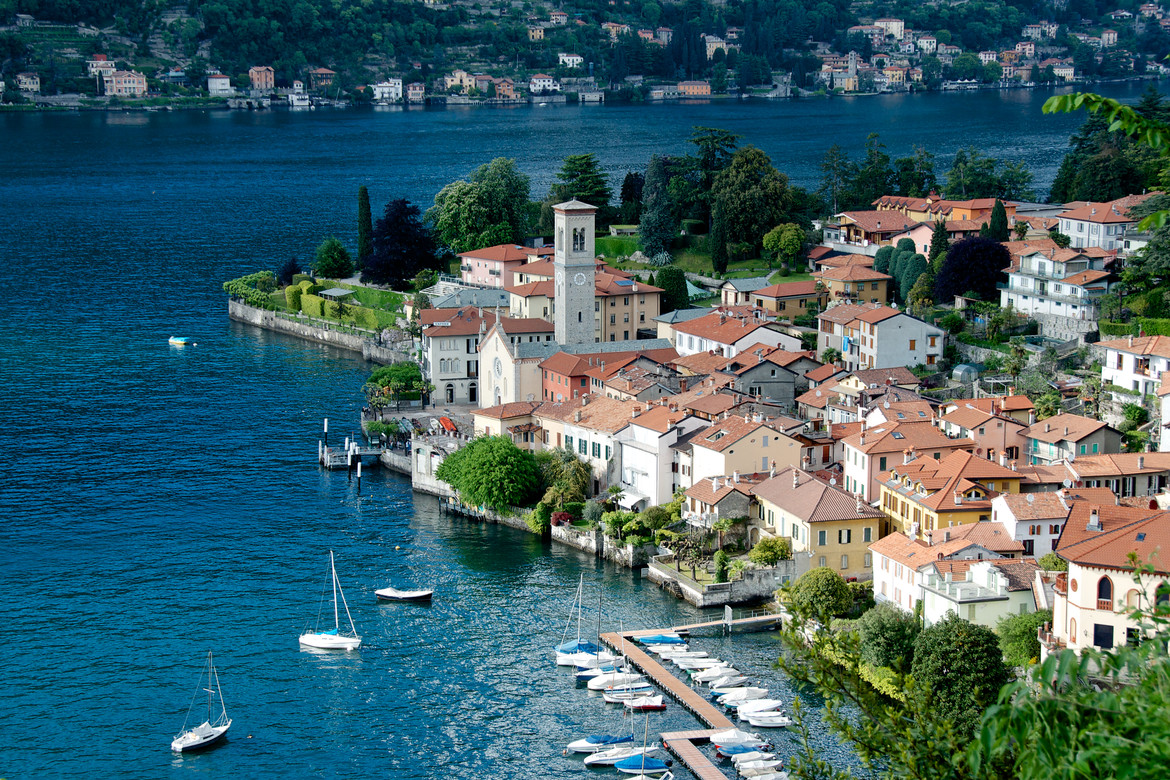
Torno

Torno ist eine Gemeinde am Comer See mit 1063 Einwohnern (Stand: 31. Dezember 2023) in der Provinz Como in der Lombardei.

## Geographie
Etwa 15 Kilometer von Como entfernt lebten hier über Jahrhunderte Tuchhändler und Seidenweber. Heute arbeiten die Bewohner im nahen Como oder der Metropole Mailand. Bekannte Namen aus Torno sind Grasselli, Maggi, Sala, Ruspini und andere, die im neunzehnten Jahrhundert in die ganze Welt auswanderten. Eine naheliegende Etruskersiedlung und die Villa Pliniana sind sehenswerte Orte.
Die Nachbargemeinden: Blevio, Carate Urio, Como, Faggeto Lario, Moltrasio und Tavernerio.

## Geschichte
Torno war bereits in vorrömischer Zeit besiedelt. In der Kaiserzeit beschrieben die Schriftsteller Plinius der Ältere und Plinius der Jüngere das Vorhandensein einer intermittierenden Karstquelle in der Gegend von Torno (in der Nähe der Villa Pliniana).
Nach dem Untergang des Weströmischen Reiches wurde das Gebiet von Völkern transalpinen Ursprungs besetzt. Von dieser Besiedlung zeugen heute noch die so genannten Massi-Avelli.
In den Anhängen zu den Statuten von Como aus dem Jahr 1335 wird die burgi de Turno commune als die Gemeinde erwähnt, die innerhalb der Pieve di Zezio für die Instandhaltung der Strecke der Via Regina zuständig war, die von der "ponte de Cantono de Cernobio in sursum" bis zum cantonum domus Passaronorum [...] de Pizo verlief. 1404 wurde der Gemeinde Torno das Bürgerrecht von Como mit den dazugehörigen Privilegien verliehen, während die Gemeinde 1439 in den estimo der Stadt Como aufgenommen wurde.
Die Zerstörung von 1522 bedeutete das Ende der Wollindustrie und den Beginn einer massiven Auswanderung der Tornaschi, die sich zunächst auf das nördlichste Gebiet des Lario, auf die Gebiete von Lugano und Bergamo, richtete. Als im 17. Jahrhundert das gesamte Lario-Gebiet in eine tiefe wirtschaftliche Krise geriet, zogen die Migranten hauptsächlich in die französischen und deutschen Gebiete.
Die Gemeinde Torno, die 1538 noch zur Pieve Zezio gehörte, wurde 1652 Teil der so genannten Cinque Terre (Fünf Länder), die mit der Stadt Como vereinigt wurden. Hundert Jahre später wurde die Gemeinde Torno durch das Lehen abgelöst, für das sie 1751 noch eine fünfzehnjährige Zahlung zu leisten hatte. Fünf Jahre später wurde die Gemeinde in die neue Pieve Oberzezio eingegliedert, zu der sie bis zum Ende des 18.
Ein Dekret zur administrativen Neuorganisation des napoleonischen Königreichs Italien (1805–1814) aus dem Jahr 1807 genehmigte für Torno die Angliederung der unterdrückten Gemeinden Blevio und Molina, die jedoch durch die Restauration (Geschichte) wieder rückgängig gemacht wurde. Während der Aufstände und Kriege des Risorgimento wurde der Tornoer Priester Tomaso Bianchi in den politischen Gefängnissen von Mailand inhaftiert, wo er am 30. Juli 1834 starb. Nach der Einigung Italiens verfolgte Torno die nationalen Ereignisse.
1920 wurde in Torno die Alpengruppe Torno gegründet, die erste des Nationalen Alpenvereins in Italien.

## Bevölkerung
| Bevölkerungsentwicklung | Bevölkerungsentwicklung | Bevölkerungsentwicklung | Bevölkerungsentwicklung | Bevölkerungsentwicklung | Bevölkerungsentwicklung       | Bevölkerungsentwicklung | Bevölkerungsentwicklung | Bevölkerungsentwicklung | Bevölkerungsentwicklung | Bevölkerungsentwicklung | Bevölkerungsentwicklung | Bevölkerungsentwicklung | Bevölkerungsentwicklung | Bevölkerungsentwicklung | Bevölkerungsentwicklung | Bevölkerungsentwicklung |
| ----------------------- | ----------------------- | ----------------------- | ----------------------- | ----------------------- | ----------------------------- | ----------------------- | ----------------------- | ----------------------- | ----------------------- | ----------------------- | ----------------------- | ----------------------- | ----------------------- | ----------------------- | ----------------------- | ----------------------- |
| Jahr                    | 1751                    | 1771                    | 1799                    | 1805                    | 1809                          | 1853                    | 1871                    | 1881                    | 1901                    | 1921                    | 1951                    | 1971                    | 1991                    | 2011                    | 2020                    |                         |
| Einwohner               | 520                     | 669                     | 812                     | 760                     | *1608 (mit Blevio und Molina) | 652                     | 754                     | 692                     | 675                     | 715                     | 1208                    | 1216                    | 1158                    | 1203                    | 1127                    |                         |

## Sehenswürdigkeiten
- Pfarrkirche Santa Tecla mit Marmorportal (1480)
- Kirche San Giovanni Battista del Chiodo (14. Jahrhundert) mit Fresken und Marmorportal der Gebrüder Rodari aus Maroggia
- Wallfahrtskirche Santa Elisabetta im Ortsteil Montepiatto
- Villa Pliniana
- Villa Plinianina
- Villa Tanzi Taverna
- Verschiedene Steingräber: Avello del Maas, Avello di Rasina, Avello delle Piazze, Avello Negrenza, Avello delle Cascine di Negrenza.
- Erratische Bruchsteine Pietra pendula, Roccia di San Carlo Borromeo

## Persönlichkeiten
- Andrea De Passeri (* um 1465 in Torno; † nach 1524 ebenda), Maler der Renaissance
- Gerolamo Caprera (* um 1610 in Torno; † um 1670 ebenda), Maler[3]
- Caspar David Friedrich (* 5. September 1774 in Greifswald; † 7. Mai 1840 in Dresden), ein deutscher Maler, Grafiker und Zeichner, tätig in Torno
- Paul Franz Giulini (* 27. Februar 1796 Torno, † 2. August 1876 Lazzago bei Como), Gründer chemischer Fabriken in Mannheim und Ludwigshafen[4]
- Egidio Ruspini, Hauptmann, Patriot, Garibaldiner
- Ardoino Erminio Ruspini, Garibaldiner
- Aldo Ruspini, Garibaldiner
- Leopoldo Ruspini, Patriot
- Cesare Poggi, MOVM, Major, Battalionskommandant in der Brigata Potenza (272° fanteria), dekoriert in der Schlacht del Solstizio (17/18 giugno 1918)
- Giuseppe Origoni, Militär an Bord des MAS 13 (Flottille von Luigi Rizzo geführt), nahm teil an der Versenkung des Schlachtschiffs Wien in der Nacht vom 9. bis 10. Dezember 1917 vor Muggia bei Triest

## Bilder

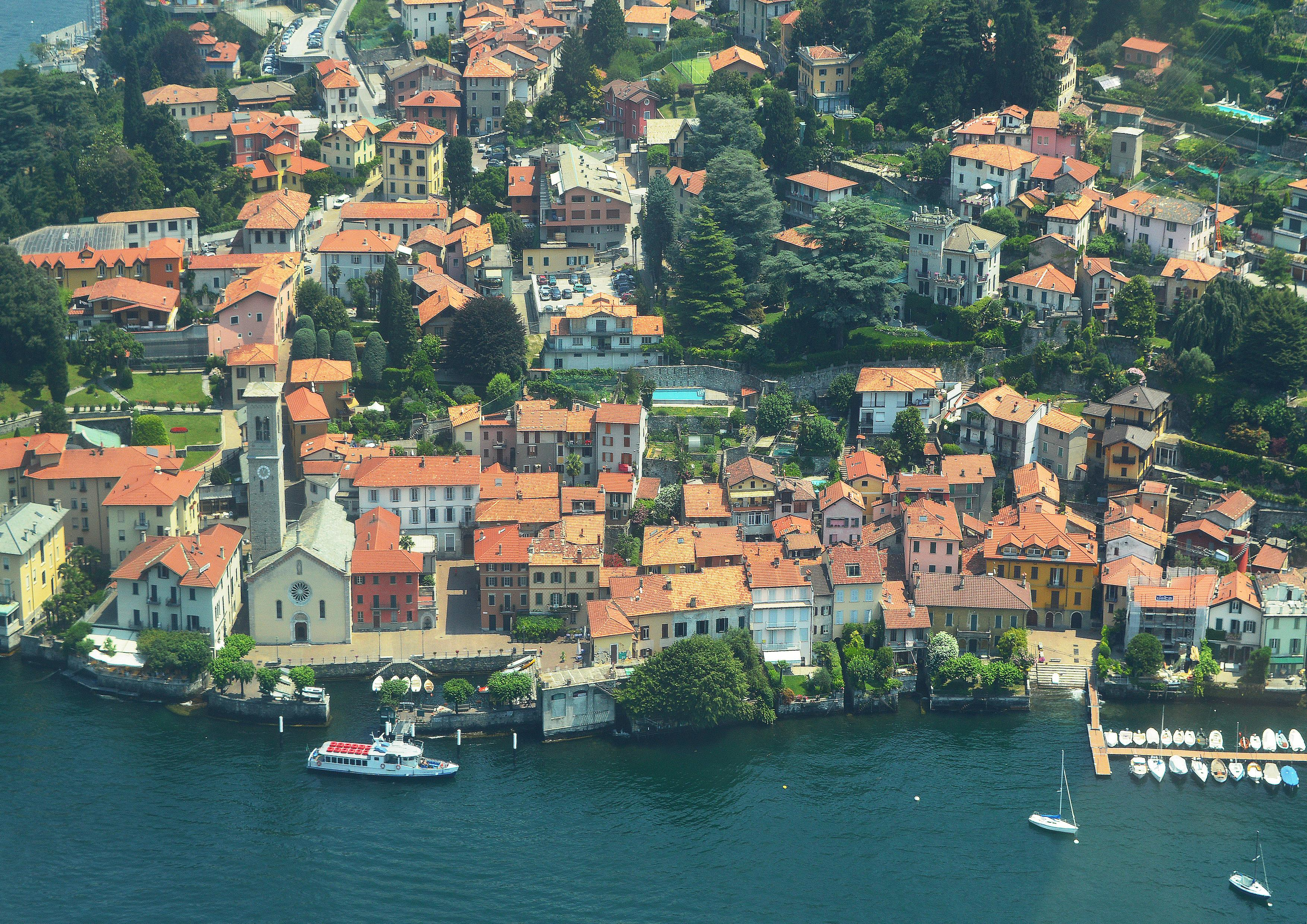
Panorama von Torno
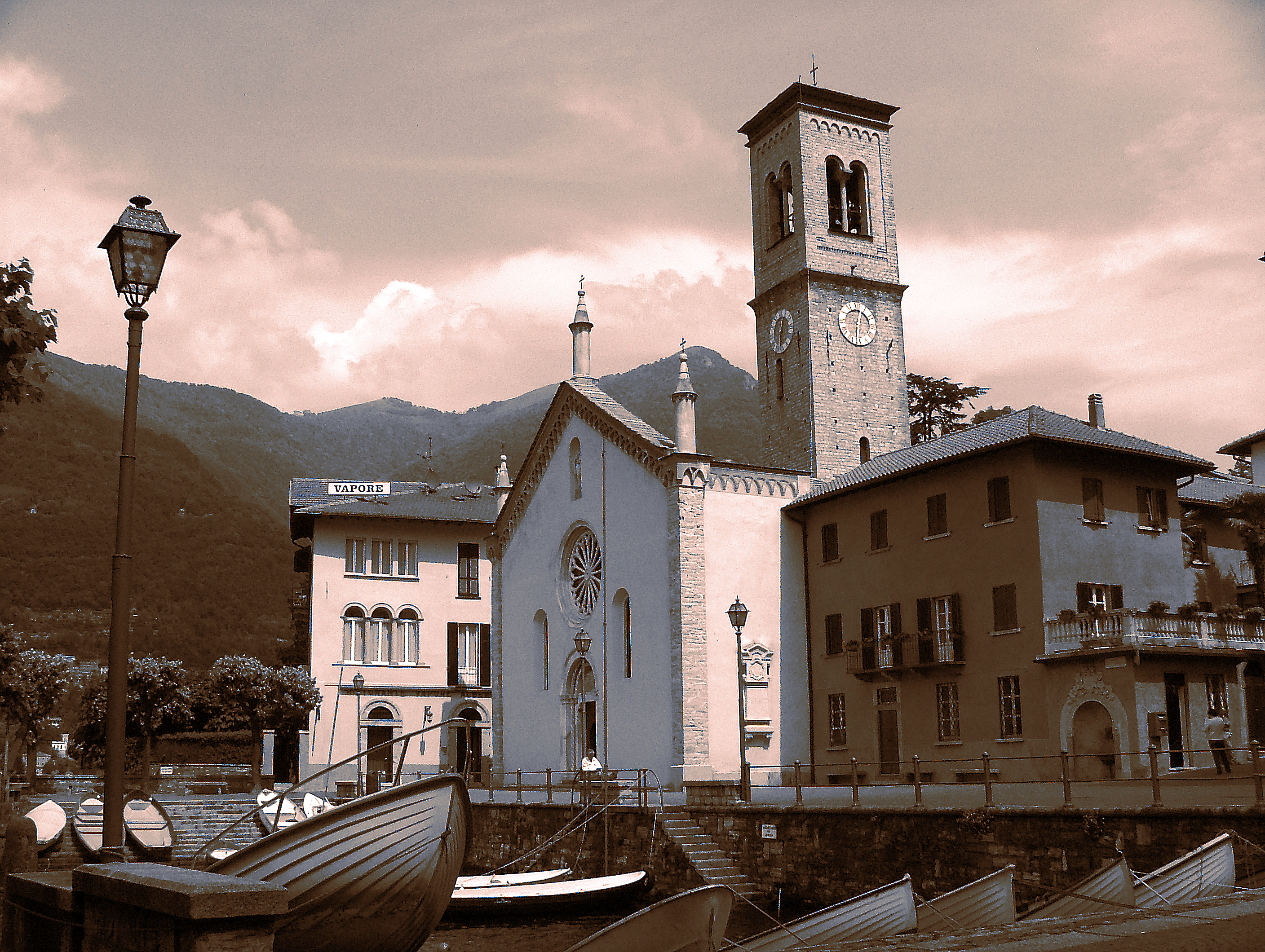
Pfarrkirche Santa Tecla und kleiner Hafen.
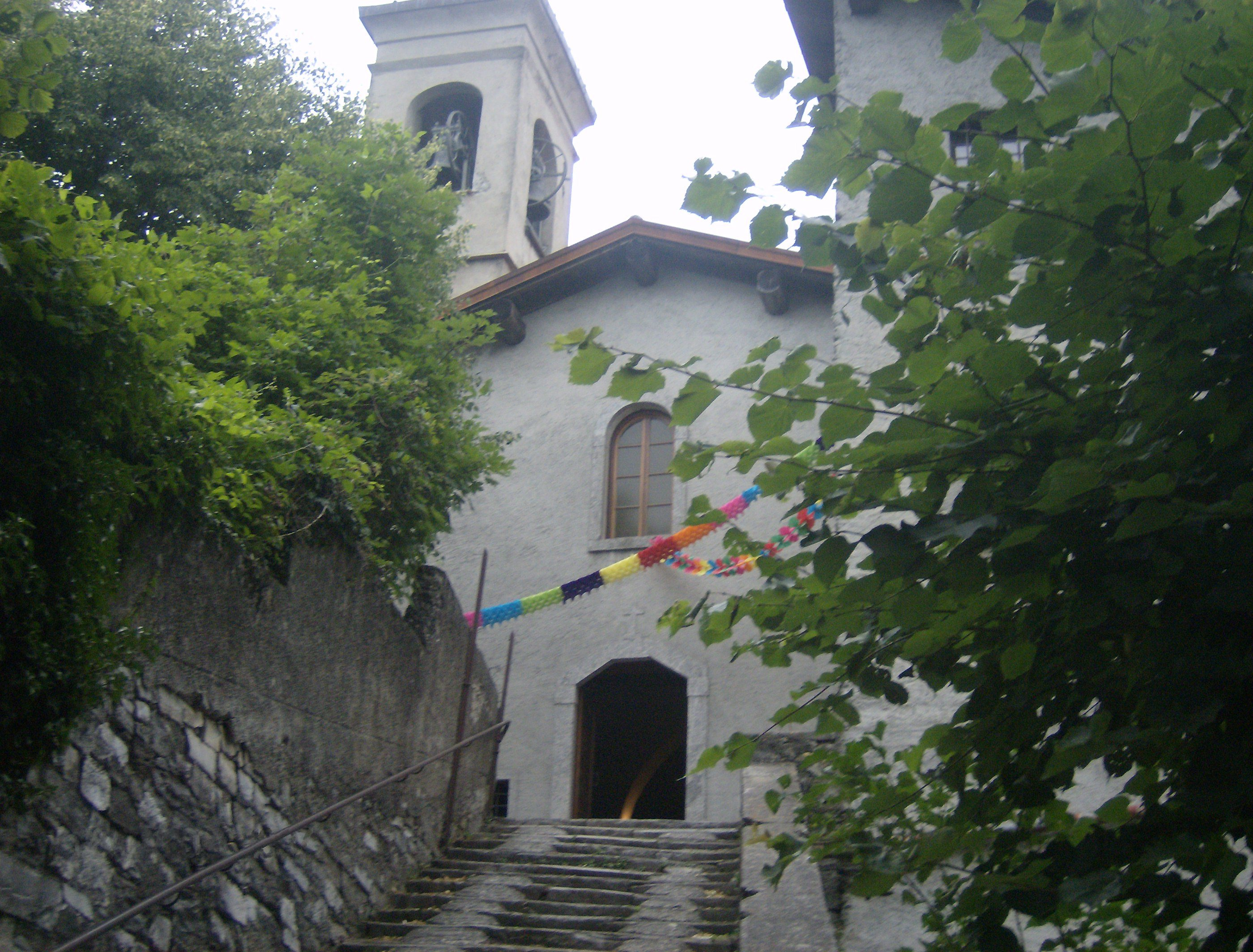
Wallfahrtskirche Santa Elisabetta
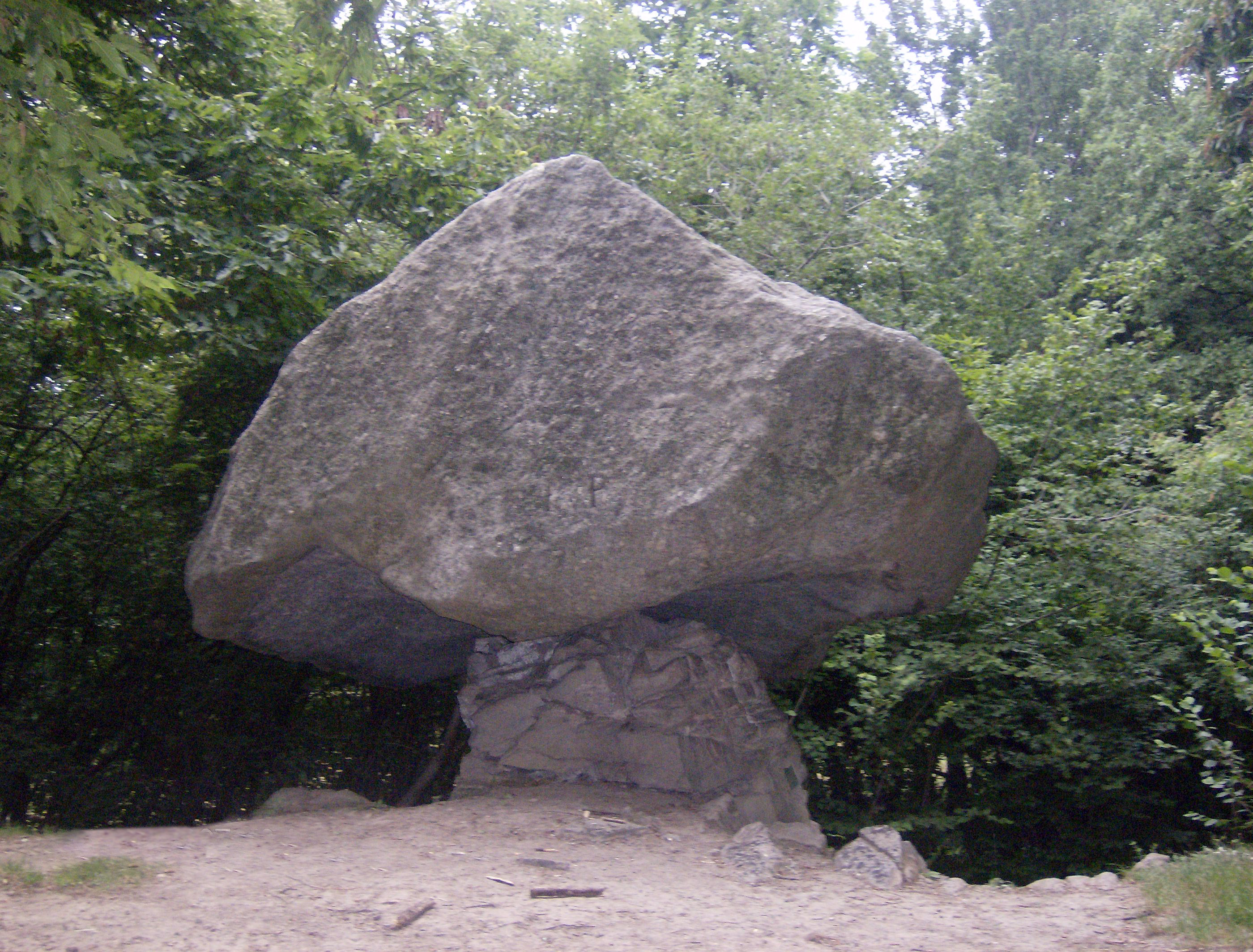
Pietra Pendula